# Tingika Elikana
Tingika Elikana (geb. 5. November 1961) ist ein Beamter und Politiker in den Cookinseln. Er ist Mitglied des Parlaments für die Cook Islands Party.

## Leben
Elikana wurde auf Pukapuka geboren und erhielt seine Bildung an der Pukapuka School und am Tereora College. Er studierte Rechtswissenschaft an der Victoria University of Wellington in Neuseeland und erwarb einen Masters of Business Administration an der University of the South Pacific, sowie für Public Sector Management an der Massey University. Er arbeitete als Polizist und dann als Crown Prosecutor (Staatsanwalt), Deputy Solicitor General (Stellvertretender Generalstaatsanwalt), und Solicitor General. Von 2011 bis 2018 war er Secretary for Justice (Justiz-Staatssekretär).
Er wurde in den Wahlen 2018 ins Parlament (Pāremeta te Kuku Airani) gewählt. Nach seiner Wahl charterte die Regierung einen speziellen Flug mit Kosten von $ 32.000 um ihn von den „Outer Islands“ einzufliegen. Der Flug war später Thema einer privatrechtlichen Untersuchung gegen Premierminister Henry Puna durch den früheren Abgeordneten Norman George. Als Abgeordneter war Elikana der Vorsitzende des Ausschusses, welcher entschied, dass Homosexualität in den Cookinseln weiterhin ein Straftatbestand bleiben solle. Im Februar 2020 wurde er beschuldigt die Entlassung von sechs Beamten der oppositionellen Democratic Party inszeniert zu haben. Nach der Wahl von Mark Brown als Premierminister wurde Elikana zum Associate Minister of Justice, Finance and Economic Management, Foreign Affairs and Immigration ernannt. Am 22. März 2021 wurde er zum Deputy Speaker gewählt in Nachfolge von Tai Tura.
Er wurde in den Wahle 2022 wiedergewählt.